# Alkoholdryck

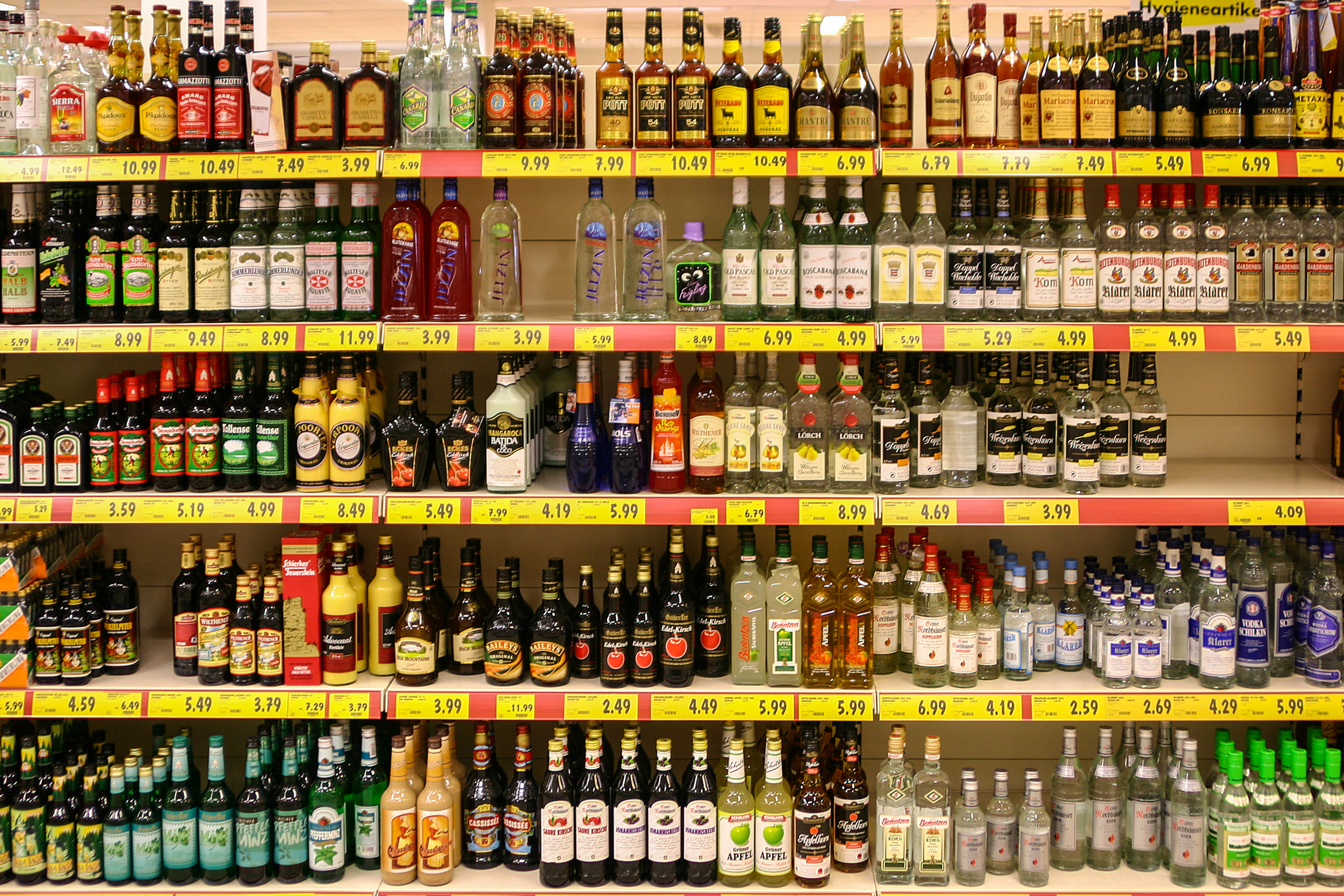
Alkoholdrycker i en tysk stormarknad.

En alkoholdryck är en dryck som innehåller en påtaglig mängd alkohol i form av den psykoaktiva substansen etanol. Alkoholdrycker kallas ibland för rusdrycker på grund av att de kan orsaka berusning. Svensk lag definierar en dryck som innehåller mer än 2,25 volymprocent alkohol som en alkoholdryck. Alkoholdrycker delas in i spritdrycker, vin, alkoläsk, starköl, öl och annan jäst alkoholdryck, till exempel cider. I Finland definieras drycker med mer än 1,2 volymprocent alkohol som alkoholdrycker utom när det gäller öl, där gränsen går vid 0,5 volymprocent.

## Historik

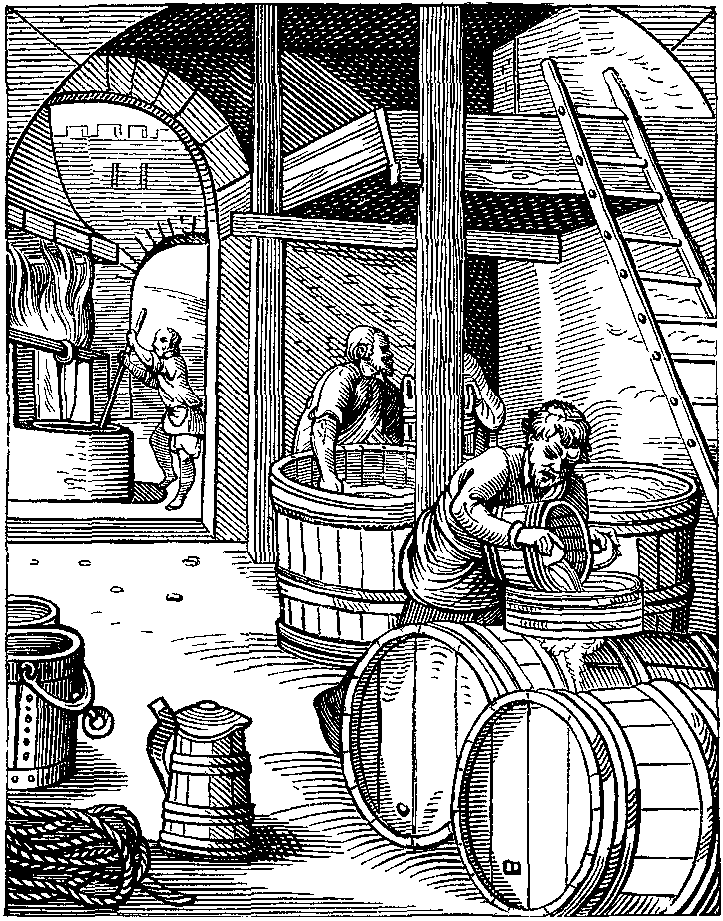
Ölbryggning på 1500-talet.

De äldsta spåren man har hittat av medveten alkoholframställning är ca 10 000 år gamla, tillverkningen resulterade i mjöd och vin. Öl framställdes för första gången i Egypten för ca 8 000 år sedan. Konsten att destillera en alkoholhaltig råvara i en renare och mer koncentrerad form uppfanns först för ca 1 000 år sedan.
Se även Sveriges alkoholhistoria.

## Typer av alkoholdrycker
Det finns tre huvudsakliga framställningsmetoder för alkoholdrycker, som alla har det gemensamt att etanolen i något steg av tillverkningen framställs genom jäsning av sockerarter
- Jäsning av naturligt förekommande sockerarter i frukt och bär, ibland med tillsats av ytterligare socker före jäsning för att uppnå högre alkoholhalt. På detta sätt framställs vin, cider och fruktvin.
- Omvandling av naturligt förekommande stärkelse i spannmål till sockerarter, följt av jäsning. På detta sätt framställs öl och sake.
- Destillering av en alkoholhaltig råvara framställd på något av de två föregående sätten, alternativt genom jäsning av andra jordbruksprodukter eller någon annan sockerkälla. På detta sätt framställs spritdrycker.

Därtill förekommer blandvarianter såsom starkvin, som består av vin med tillsats av druvsprit.

## Alkoholinnehåll
Enheten för alkoholhalten i drycker har varierat. Tidigare har både viktprocent och °proof använts. Nu använder de flesta nationer volymprocent som enhet. För att räkna ut hur mycket alkohol olika drycker innehåller kan man använda följande formel:
Volymprocent * innehåll i centiliter / alkoholhalt man vill jämföra med.
Så om man vill räkna ut hur mycket 40-procentig alkohol 50 cl folköl med en alkoholhalt på 3,5 volymprocent motsvarar ser det ut så här:
(3,5 * 50) / 40 = 4,375.
En folköl innehåller alltså motsvarande 4,375 cl 40-procentig alkohol. Enligt samma formel innehåller några vanliga varianter av berusningsmedel dessa mängder alkohol:
- 50 cl 5,2-procentig starköl innehåller 2,6 cl etanol, vilket motsvarar 6,5 cl 40-procentig alkohol.
- 50 cl 12-procentigt vin innehåller 6 cl etanol, vilket motsvarar 15 cl 40-procentig alkohol.
- 50 cl 4,5-procentig starkcider innehåller 2,25 cl etanol, vilket motsvarar 5,625 cl 40-procentig alkohol.
- 50 cl 7,0-procentig starkcider innehåller 3,5 cl etanol, vilket motsvarar 8,75 cl 40-procentig alkohol.

## Etanolens påverkan på kroppen

### Alkoholens påverkan på nervsystemet
Psykoaktiva ämnen är ämnen som påverkar människans psyke och alkohol är ett sådant ämne. Alkohol(etanol) är en så kallad dirty drug som påverkar flera olika typer av receptorer i hjärnans belöningssystem. Alkohol påverkar också många olika signalämnen och några av dem är GABA, glutamat och dopamin.
Alkohol kan på kemisk väg åstadkomma en genväg till att må bra eftersom det frisätter belöningsämnet dopamin. GABA är ett ångestdämpande signalämne vilket även det bidrar till att en person som dricker alkohol får en känsla av att denna mår bra.
Ett välbehag uppkommer när en person dricker en mindre mängd alkohol och anledningen till detta är att alkoholen då främst påverkar dopaminsystemet. Om personen sedan dricker mer påverkas GABA-receptorerna vilket gör att muskler slappnar av och personen som dricker alkohol blir trött. Det är dock väldigt individuellt hur mycket en person behöver dricka för att hamna i de olika stadierna.
Synapsen är det ställe där signaler överförs mellan bland annat nerver och eftersom alkohol på ett sätt stör signalerna i synapsen så påverkas människans naturliga förmåga att röra sig i berusat tillstånd. GABA-signalerna stimuleras vilket betyder att vår motorik bromsas. Detta är förklaringen till varför en berusad människa sluddrar och är klumpig.

### Alkoholens påverkan på levern
Människokroppens främsta beskyddare när det kommer till gifter så som alkohol är levern. Denna fungerar som kroppens reningscentral eftersom leverns uppgift är att rena och även att ta upp näring ur blodet.
De enzymer i levern som tar hand om alkoholen föds man med och det är alltså dessa enzymer som bland annat bestämmer en persons förmåga att bryta ned alkohol. Dessa enzymer arbetar mer aktivt om en person dricker alkohol eller ständigt äter medicin under en längre tid. Denna aktivitet kan påverka effekten av exempelvis alkohol på den mänskliga kroppen. Det är främst enzymerna alkoholdehydrogenas och acetaldehyddehydrogenas som förbränner alkoholen.
Levern får arbeta hårt om en person dricker alkohol, både för att rena blodet från den för kroppen giftiga etanolen och för att ta hand om sockret som samtidigt tillförs. I alkoholdrycken är det nämligen inte bara etanolen som utmattar levern utan även sockret. Olika sockerarter är olika dåliga för just levern. Det för levern farligaste sockret är fruktsocker på grund av att detta görs om till fett i levern. Fettet lagras bland levercellerna och gör att organet sväller upp. Eftersom levern prioriterar nedbrytningen av alkohol så stannar nedbrytningen av allt det andra personen i fråga har ätit och druckit. Även detta gör att fett lagras och skadar levern.

### Alkoholens påverkan på blod och blodkärl
Blodet tunnas ut av alkoholdrycker. Andelen blod och vatten en kropp innehåller spelar en stor roll för hur påverkad en människa blir. En stor kropp innehåller mycket vätska som alkoholen kan blandas ut i, vilket gör att koncentrationen alkohol inte blir lika hög som om den skulle blandas ut i en mindre kropp med mindre vätska. En kvinna och en man påverkas olika av alkohol även om de har lika stora kroppar vilket bland annat beror på att kvinnans kropp naturligt innehåller mer fett och mindre vätska.
Högt blodtryck och för höga blodfetter är farligt. Risken för att få dessa två ökar vid hög alkoholkonsumtion under en längre tid.
Blodkärlen vidgas när en person dricker alkohol och det som främst blir synligt på huden är när det yttre hudlagrets blodkärl vidgas. Det är då huden blir rödblommig. Nedbrytningsprodukterna som kommer ut i kroppen för att bryta ned alkoholen kan även de vidga blodkärlen vilket betyder att den rödblommiga huden kan vara kvar även när personen nyktrat till.

### Alkoholens påverkan på bukspottkörteln
När en person dricker alkohol så intas som sagt även en mängd socker. Blodsockernivåerna i blodet bör alltid vara i balans och detta sköts av insulinet som bukspottkörteln producerar. Om det tillförs mycket alkoholhaltig dryck så får cellerna i bukspottkörteln arbeta väldigt hårt med att producera insulin för att sänka blodsockret och detta gör dem stressade och utslitna. Får detta pågå under en längre tid kan de insulinproducerande cellerna dö och det är då en person drabbas av diabetes.

## Toxikologi
Etanol liknar andra sedativa sömnmedel, såsom barbiturater och bensodiazepiner både i dess effekt på GABAA receptorn, även om dess farmakologiska profil inte är identisk. Det har ångestdämpande, kramplösande, sömngivande och lugnande effekter som liknar många andra sedativa sömnmedel. Etanol är också korstolerant med bensodiazepiner och barbiturater.

## Alkohollagar
De flesta av världens länder har lagar som begränsar framställning, försäljning och konsumtion av alkoholdrycker.

## Marknaden för alkoholdrycker
Marknaden för de huvudsakliga typerna av alkoholdrycker hade 2006 följande utseende globalt respektive via Systembolaget i Sverige (avrundade siffror).
| Dryck                 | Global försäljning, miljoner liter | Global försäljning, miljarder USD | Systembolagets försäljning, miljoner liter | Systembolagets försäljning, miljarder SEK |
| --------------------- | ---------------------------------- | --------------------------------- | ------------------------------------------ | ----------------------------------------- |
| Öl                    | 160 000                            | 440                               | 195                                        |                                           |
| Vin                   | 26 000                             | 230                               | 150                                        | 12                                        |
| Varav rött vin        |                                    |                                   | 85                                         | 6,6                                       |
| Varav vitt vin        |                                    |                                   | 50                                         | 3,4                                       |
| Varav rosévin         |                                    |                                   | 3                                          |                                           |
| Varav mousserande vin |                                    |                                   | 5                                          |                                           |
| Sprit                 | 18 000                             | 290                               | 19                                         |                                           |

### Sverige
I Sverige säljs alkoholdrycker starkare än folköl inte i andra butiker än Systembolaget, och åldersgränsen där är 20 år. Den är 18 år för att dricka på restaurang eller köpa folköl. Liknande statliga butiksmonopol finns i ett mindre antal länder, till exempel Norge och Finland.

## Påståenden om alkohol – sanna såväl som falska
- ”Det är lättare att få huvudvärk av mörk alkohol än av ljus alkohol.”

Det stämmer, enligt de studier som gjorts. Rött vin, cognac, whisky och andra mörka alkoholdrycker innehåller många andra ämnen än bara alkohol och vatten. De biprodukterna kan bidra till att baksmällan, huvudvärken, blir värre än om man dricker exempelvis vodka eller vitt vin.
- ”Systembolaget (eller Vin & Sprit) blandar kräkmedel i sina alkoholhaltiga drycker.”

En riktig myt, påståendet är osant. Det finns ingen möjlighet för Systembolaget att själva blanda i kräkmedel i alla de produkter de hanterar. Dels vore det olagligt och dels vore det praktiskt omöjligt att göra detta med alla de miljoner flaskor och burkar som säljs. Inte heller tillverkare till exempel av Absolut gör det. En sådan myt sprids gärna vidare av den som mått dåligt. Alkoholen i sig är dock ett slags kräkmedel, alkohol irriterar magen i större mängder, särskilt för unga.

### Psykoaktiv drog

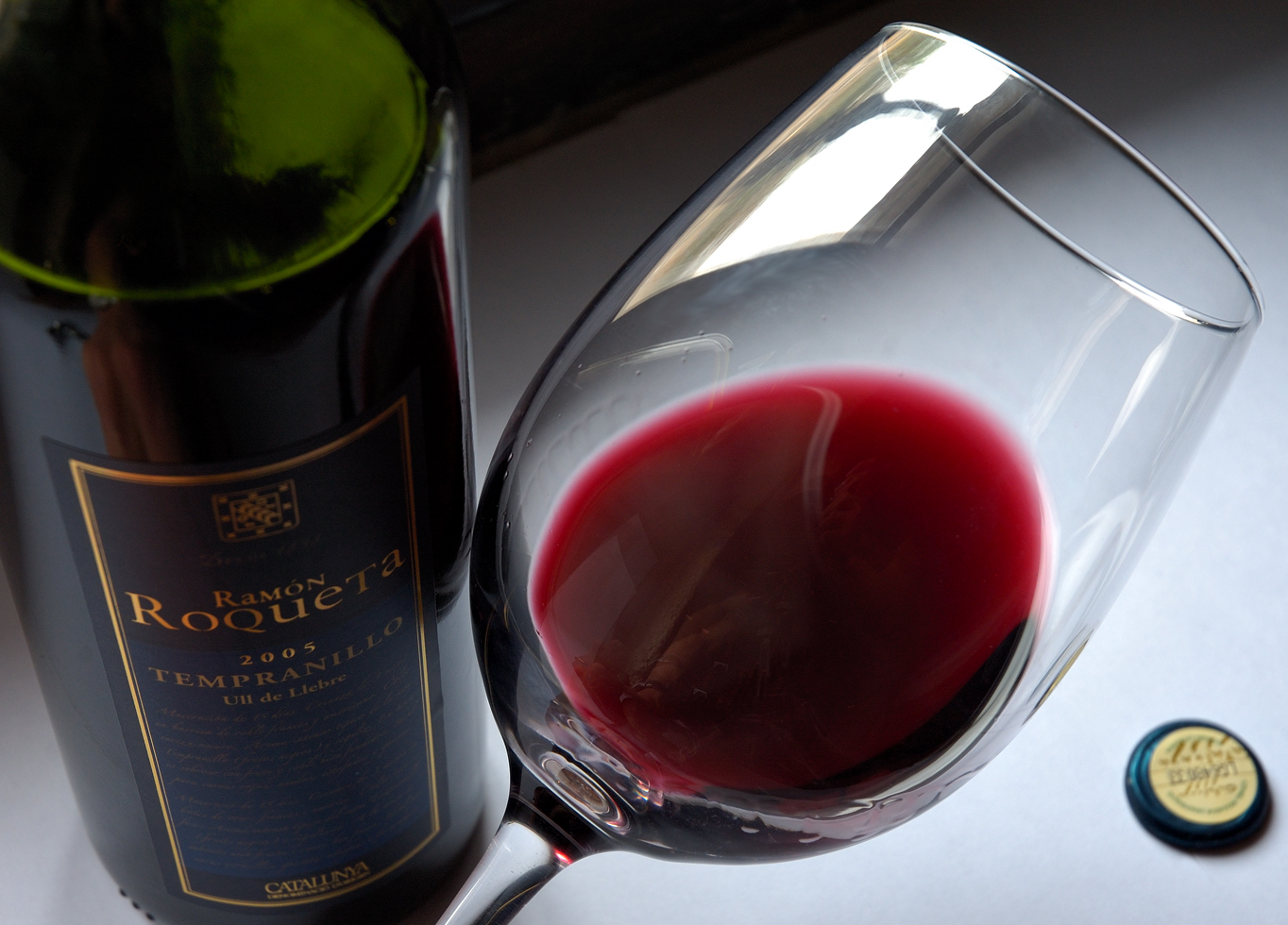
Vin är en vanlig alkoholhaltig drog.

Alkohol (etanol) är en psykoaktiv drog, och en av de mest vanliga missbrukade drogerna i världen. Dryckeskultur samt sociala stigman gör att många människor inte ser alkohol som en drog eftersom det är en viktig del för dem i sociala tillställningar. I dessa länder föredrar unga helgdrickare att kalla sig själva för hedonister hellre än "helgdrickare" eller "rekreationella drogkonsumenter".
Studenter ställer sig ofta utanför kategorierna "seriösa" eller "anti-sociala" drickare. Runt 40 procent av amerikanska studenter kan räknas som alkoholister enligt DSM 5.